# Zambia National Broadcasting Corporation
Zambia National Broadcasting Corporation, nota anche con l'acronimo ZNBC, è l'ente radiotelevisivo pubblico dello Zambia. Trasmette dalla capitale Lusaka in inglese, bemba, chewa, lozi, tonga, kaonde, lunda e luvale.

## Storia

### Età coloniale
La radio fu introdotta nello Zambia, allora colonia britannica della Rhodesia Settentrionale, nel 1941, quando il Dipartimento dell'informazione del governo installò un trasmettitore da 300 Watt nella capitale Lusaka. Conosciuta come "Radio Lusaka", questa stazione fu costruita allo scopo di diffondere informazioni sullo svolgimento della guerra. Fin dalla fondazione la stazione di Lusaka trasmetteva programmi rivolti agli africani nelle loro lingue locali, diventando la pioniera nel campo della radiodiffusione nei vernacoli locali in Africa. Nel 1945 Harry Franklin, direttore del dipartimento informazione, propose che Radio Lusaka fosse trasformata in una stazione interamente per gli africani. Dal momento che la Rhodesia Settentrionale non si poteva permettere tale servizio specialistico da sola, gli amministratori della Rhodesia Meridionale e del Nyasaland si convinsero a condividere i costi, mentre il governo britannico acconsentì a fornire un capitale societario; pertanto nacque la Central African Broadcasting Station (CABS).
Nel 1953 il Regno Unito creò la Federazione della Rhodesia e del Nyasaland con Salisbury, Rhodesia Meridionale (adesso Harare, Zimbabwe) come capitale; la Southern Rhodesian Broadcasting Service, che operava in Rhodesia Meridionale per gli ascoltatori europei, fu rinominata "Federal Broadcasting Service" (FBS). CABS, ancora con sede a Lusaka, continuò ad usare le lingue africane insieme all'inglese.
Nel 1955 una commissione d'inchiesta federale propose la creazione nel 1956 di una nuova organizzazione radiotelevisiva che fondesse le due esistenti, da chiamare "Rhodesia and Nyasaland Broadcasting Corporation", ma ciò fu possibile solo nel 1958, quando FBS e CABS dettero vita alla Federal Broadcasting Corporation (FBC).
Nel 1961 fu attivato un servizio televisivo, inizialmente limitato alle aree di Salisbury e Bulawayo, e poi esteso alla provincia di Copperbelt, al quale fu dato il nome di "Rhodesia Television" (RTV), e la cui sede fu in seguito spostata a Lusaka.

### Dall'indipendenza in poi
Nel 1964 una serie di disaccordi tra i tre territori costitutivi della federazione portarono alla sua dissoluzione, in seguito alla quale la Rhodesia Settentrionale e il Nyasaland ottennero l'indipendenza. La FBC di Lusaka tornò allora ad essere una società a sé stante e prese il nome di Northern Rhodesia Broadcasting Corporation; dopo che il Paese ebbe cambiato nome in Zambia, qualche mese dopo, l'azienda adeguò il suo nome in "Zambia Broadcasting Corporation" (ZBC), che a sua volta divenne "Zambia Broadcasting Service" (ZBS) nel 1966. Lo stesso anno il governo iniziò a gestire anche la nuova televisione zambiana, la Television Zambia, che fu integrata nella ZBS nel 1967.
Nel 1987 l'azienda, maggiore e più vecchio servizio radiotelevisivo dello Zambia, fu riformata in seguito ad un decreto parlamentare, che da dipartimento governativo del Ministero dell'informazione, dei servizi di emittenza e del turismo la trasformò in un ente pubblico, cambiandone il nome in "Zambia National Broadcasting Corporation" (ZNBC) a fine 1988.

## Servizi

### Radio
| Nome         | Sede   | Тipo                    | Lancio | Lingua                                                     | Note |
| ------------ | ------ | ----------------------- | ------ | ---------------------------------------------------------- | --- |
| ZNBC Radio 1 | Lusaka | generalista             | 1941   | bemba, nyanja, lozi, tonga, kaonde, lunda e luvale         | Trasmette da 8 trasmettitori FM nelle sette lingue principali, utilizzate a rotazione per assicurare uno spazio equo a ciascun gruppo linguistico                        |
| ZNBC Radio 2 | Lusaka | generalista             |        | inglese                                                    | Trasmette da 8 trasmettitori FM |
| ZNBC Radio 3 | Lusaka | servizio internazionale |        | inglese, bemba, chewa, lozi, tonga, kaonde, lunda e luvale | Utilizzato principalmente dai movimenti di liberazione di altri Paesi della regione; chiuse nel 1992, ritenendosi che la stazione avesse ormai svolto il proprio compito |
| ZNBC Radio 4 | Lusaka | generalista             |        | inglese                                                    | trasmette da 5 trasmettitori FM |

I programmi includono notizie, attualità, intrattenimento leggero, sport, religione e programmi didattici. Le trasmissioni scolastiche vanno in onda durante i periodi in cui le scuole sono aperte. I programmi rivolti agli agricoltori coprono tutte le aree del Paese; l'ascolto della radio da parte degli agricoltori è promosso dalla fornitura gratuita di apparecchi radio ai relativi forum, che sono oltre 600.

### Televisione
| Nome     | Sede   | Тipo        | Lancio | Lingua                                                     |
| -------- | ------ | ----------- | ------ | ---------------------------------------------------------- |
| ZNBC TV1 | Lusaka | generalista | 1961   | inglese, bemba, chewa, lozi, tonga, kaonde, lunda e luvale |
| ZNBC TV2 | Lusaka | generalista |        | inglese, bemba, chewa, lozi, tonga, kaonde, lunda e luvale |
| ZNBC TV3 | Lusaka | generalista |        | inglese, bemba, chewa, lozi, tonga, kaonde, lunda e luvale |
| ZNBC TV4 | Lusaka | generalista |        | inglese, bemba, chewa, lozi, tonga, kaonde, lunda e luvale |

## Programmi

### Programmi per bambini
- Eddie, il cane parlante
- Betty's Bunch
- The Boy from Andromeda
- The Boy Who Won the Pools
- Byker Grove
- The Huggabug Club
- H.R. Pufnstuf
- Kaboodle
- The Kids of Degrassi Street
- Lamb Chop's Play-Along
- Pinky and Perky
- Press Gang
- Riccardo Cuore di Leone
- Sesamo apriti
- Stingray
- Thunderbirds
- Un cane di nome Wolf

### Cartoni animati
- ALF
- Amigo and Friends
- La formica atomica
- Bob Morane
- Bozo: The World's Most Famous Clown
- CBS Storybreak
- Code Lyoko
- Lisa e il suo orsacchiotto
- Conte Dacula
- C.L.Y.D.E.
- Ti voglio bene Denver
- DuckTales - Avventure di paperi
- Eckhart
- Albertone
- Gli antenati
- Flipper & Lopaka
- Franklin
- I Fruttini
- Ghostbusters
- Groovie Goolies
- Isidoro
- He-Man e i dominatori dell'universo
- Highlander
- Iron Man
- Jonny Quest
- Josie e le Pussycats
- Kids Power
- Kit and Kaboodle
- Stanlio & Ollio
- The Littlest Hobo
- Pennellate di poesia per Madeline
- Esteban e le misteriose città d'oro
- My Favorite Martians
- I 3 marmittoni
- Nilus the Sandman
- I mille colori dell'allegria
- The Road Runner Show
- Roger Ramjet
- Rude Dog and the Dweebs
- She-Ra, la principessa del potere
- Space Ghost e Dino Boy
- L'Uomo Ragno e i suoi fantastici amici
- Sport Billy
- Supa Strikas
- Team Galaxy
- Top Cat
- Voltron: Legendary Defender
- Zazoo U

### Serie televisive
- Guglielmo Tell
- Airwolf
- A-Team
- La legge di Burke
- Gioco pericoloso
- Doctor Who
- Egoli: Place of Gold
- E.R. - Medici in prima linea
- Il fuggiasco
- The Long Way Home
- MacGyver
- I giorni di Bryan
- Racconti del brivido
- Disneyland

### Documentari
- All Our Yesterdays
- Man Alive

### Attualità
- World in Action

### Religione
- The World Tomorrow

### Sitcom
- ALF
- Amen
- Dad's Army
- Il mio amico Arnold
- 8 sotto un tetto
- Willy, il principe di Bel-Air
- La strana coppia
- The Goodies
- In Living Color
- Keeping Up Appearances
- Muppet Show
- No Place Like Home
- Parenthood
- The Patty Duke Show
- L'ultimo cavaliere elettrico

### Soap opera
- Generations
- Isidingo
- Take the High Road
- Passions
- No One But You
- My 3 Sisters
- Sad Love Story

## Ricezione

### Terrestre
La televisione di Zambia National Broadcasting Corporation trasmette in standard DVB-T HD; la radio trasmette in AM e in FM.

### Satellite[19]
| Satellite          | Intelsat 20                                                                            | Intelsat 33e                                                                           | Express AMU1                                                                           | Express AMU1                                                                           | SES 5                                                                                  | Rascom QAF 1R                                                                          | Eutelsat 8 West B                                                                      |
| Posizione orbitale | 68.5° E                                                                                | 60.0° E                                                                                | 36.1° E                                                                                | 36.1° E                                                                                | 5.0° E                                                                                 | 2.8° E                                                                                 | 8.0° W                                                                                 |
| Canali             | ZNBC 1, ZNBC 2, ZNBC 3, ZNBC 4, ZNBC Radio 1, ZNBC Radio 2, ZNBC Radio 3, ZNBC Radio 4 | ZNBC 1, ZNBC 2, ZNBC 3, ZNBC 4, ZNBC Radio 1, ZNBC Radio 2, ZNBC Radio 3, ZNBC Radio 4 | ZNBC 1, ZNBC 2, ZNBC 3, ZNBC 4, ZNBC Radio 1, ZNBC Radio 2, ZNBC Radio 3, ZNBC Radio 4 | ZNBC 1, ZNBC 2, ZNBC 3, ZNBC 4, ZNBC Radio 1, ZNBC Radio 2, ZNBC Radio 3, ZNBC Radio 4 | ZNBC 1, ZNBC 2, ZNBC 3, ZNBC 4, ZNBC Radio 1, ZNBC Radio 2, ZNBC Radio 3, ZNBC Radio 4 | ZNBC 1, ZNBC 2, ZNBC 3, ZNBC 4, ZNBC Radio 1, ZNBC Radio 2, ZNBC Radio 3, ZNBC Radio 4 | ZNBC 1, ZNBC 2, ZNBC 3, ZNBC 4, ZNBC Radio 1, ZNBC Radio 2, ZNBC Radio 3, ZNBC Radio 4 |
| Frequenza          | 11130 H                                                                                | 3771 R                                                                                 | 12303 V                                                                                | 12418 V                                                                                | 11804 H                                                                                | 11349 V                                                                                | 3850 R                                                                                 |
| SR                 | 30000                                                                                  | 5000                                                                                   | 27500                                                                                  | 31420                                                                                  | 27500                                                                                  | 18300                                                                                  | 16330                                                                                  |
| FEC                | 5/6                                                                                    | 3/4                                                                                    | 3/4                                                                                    | 3/4                                                                                    | 3/4                                                                                    | 3/4                                                                                    | 3/4                                                                                    |
| Modulazione        |                                                                                        |                                                                                        |                                                                                        | 16APSK                                                                                 | QPSK                                                                                   | 8PSK                                                                                   | 8PSK                                                                                   |

### Streaming
Zambia National Broadcasting Corporation in streaming